# Giovanni Di Clemente
Giovanni Di Clemente, né le 5 février 1948 à Rome et mort dans la même ville le 2 janvier 2018, est un producteur de films italien.

## Biographie
Né à Rome en 1948, Giovanni Di Clemente a remporté deux David di Donatello du meilleur producteur, en 1986, grâce au film de Mario Monicelli Pourvu que ce soit une fille et un prix spécial en 1996, pour l'ensemble de son travail de production. Il est décédé le 2 janvier 2018, à Rome à l'âge de 69 ans.

## Filmographie partielle
- 1974 : La Grande Bourgeoise (Fatti di gente perbene) de Mauro Bolognini
- 1977 : SOS jaguar, opération casse gueule  (Poliziotto sprint) de Stelvio Massi
- 1981 : Le Pont (Ciao nemico) de  Enzo Barboni (crédité comme E.B. Clucher)
- 1983 : Conquest  ( La Conquista) de Lucio Fulci
- 1986 : Pourvu que ce soit une fille ( Speriamo che sia femmina) de Mario Monicelli
- 1987 : Une catin pour deux larrons  (I picari) de Mario Monicelli
- 1990 : Il male oscuro de  Mario Monicelli
- 1993 : Giovanni Falcone de Giuseppe Ferrara